# Бук звичайний
Бук звичайний, лісовий або європейський (Fagus sylvatica L.) — вид квіткових рослин родини букових (Fagaceae).

## Опис
Це дерево заввишки 20–45 м. Стовбур вкритий гладенькою сріблясто-сірою корою. Пагони червонувато-бурі, молоді пагони волосисті з черговими загостреними коричневими бруньками. Розташування бруньок почергове. Листки яйцеподібні, цілокраї, майже шкірясті, зверху темно-зелені блискучі, зісподу світліші (4–40 см завдовжки і 2,5–7 см завширшки), короткочерешкові.
Квітки одностатеві. Тичинкові квітки зібрані в головчасті суцвіття (по 20 шт.). Оцвітина їх трубчасто-дзвоникувата, глибоко 5-6-надрізана з довгасто-лінійними або ланцетними частками. Зеленуваті жіночі квітки зібрані по 2–4, мають товсті опушені ніжки, оцвітина їх шестироздільна. Вони оточені спільною щетинкоподібною обгорткою. Зав'язь нижня, тригнізда. Плід (буковий горішок) — блискучий коричневий тригранний горішок (1–1,6 см завдовжки), оточений повністю або частково коробочкоподібною мисочкою, яка при достиганні розтріскується на чотири лопаті.

## Місцезростання
Росте в Європі та Туреччині. До Англії дерево ймовірно було занесене з континенту людьми часів неоліту, що споживали горішки.
Бук звичайний — головна лісотвірна порода. Досить теплолюбна, тіньовитривала рослина, вибаглива до вологості повітря. Утворює зімкнуті чисті деревостани. При переході в більш високі гірські пояси до бука домішуються ялина і смерека. Цвіте в травні, плоди достигають у вересні — жовтні.
Поширений у Карпатах, де росте на висоті 250–1400 м над рівнем моря, в південній частині Волині, східна межа острівного поширення букових лісів в Україні проходить від Володимира по межі між Волинською височиною та Поліською низовиною до смт Гориньград поблизу м. Рівного, звідти повертає на південь до м. Кременця і далі до м. Старокостянтинова, смт Сатанова і смт Муровані Курилівці і повертає на захід до м. Кам'янець-Подільський, а також у вигляді острівних масивів у західному Лісостепу, в південній частині Волині. У лісостепу вирощується в культурах. Займає 9,З % державного лісового фонду України. Райони заготівлі — Карпати, лісостеп. Запаси сировини значні.

## Практичне використання
Харчова, деревинна, кормова, лікарська, танідоносна, смолоносна, декоративна й фітомеліоративна рослина.
Плоди бука вживаються підсмаженими, але найважливіше значення мають в олійному виробництві для одержання харчової й технічної жирної букової олії. Оболонка букового горіха м'яка, легко відділяється, всередині знаходиться світле ядро, в якому міститься близько 30–36 % (до 43 %) олії, азотистих речовин (23,5 %), крохмаль, цукри, клітковина, яблучна і лимонна кислоти, дубильні речовини, вітамін Е (150 мг%).
Букова олія має солом'яно-жовте забарвлення, високі смакові властивості, належить до напіввисихаючих олій, добре зберігається; не поступається перед іншими горіховими оліями. Її застосовують у рибних консервах. Підсмажені розмелені горішки, а також макуху використовують як замінник кави.
У вареному вигляді макухою годують велику рогату худобу, свиней і курей. Горішки також є цінним кормом для великої рогатої худоби, овець і кіз. На корм худобі використовують достиглі горішки, при зберіганні їх оберігають від цвілі. З'їдаючи велику кількість макухи і горіхів, тварини отруюються. Токсичний чинник — алкалоїд фагін, що міститься в плівочках ядра. При підсмажуванні горішків він розкладається. Поїдання тваринами великої кількості листків і пагонів бука викликає гастритні розлади, які іноді закінчуються смертю.
Букові горішки — улюблений корм для багатьох видів диких тварин, зокрема диких свиней, вивірок, сарн, але головними їхніми споживачами є різноманітні дрібні мишоподібні гризуни, насамперед нориці руді та мишаки жовтогруді. У роки великого врожаю букових горішків, які часто мають 4-річний цикл, чисельність гризунів суттєво зростає. Подібні циклічні зміни чисельності лісових гризунів докладно описані у працях М. Рудишина, К. Татаринова, О. Корчинського та інших відомих українських теріологів.
Деревина бука тверда, добре полірується, водостійка, широко використовують для виробництва меблів, фанери, паркету, а також у машинобудуванні, авіабудуванні. 3 букової деревини виготовляють високоякісну тару, придатну для перевезення продуктів харчування. Букова тирса - одне з найкращих палив для виготовлення шпротів.
Шляхом сухої перегонки з деревини добувають буковий дьоготь і креозот.

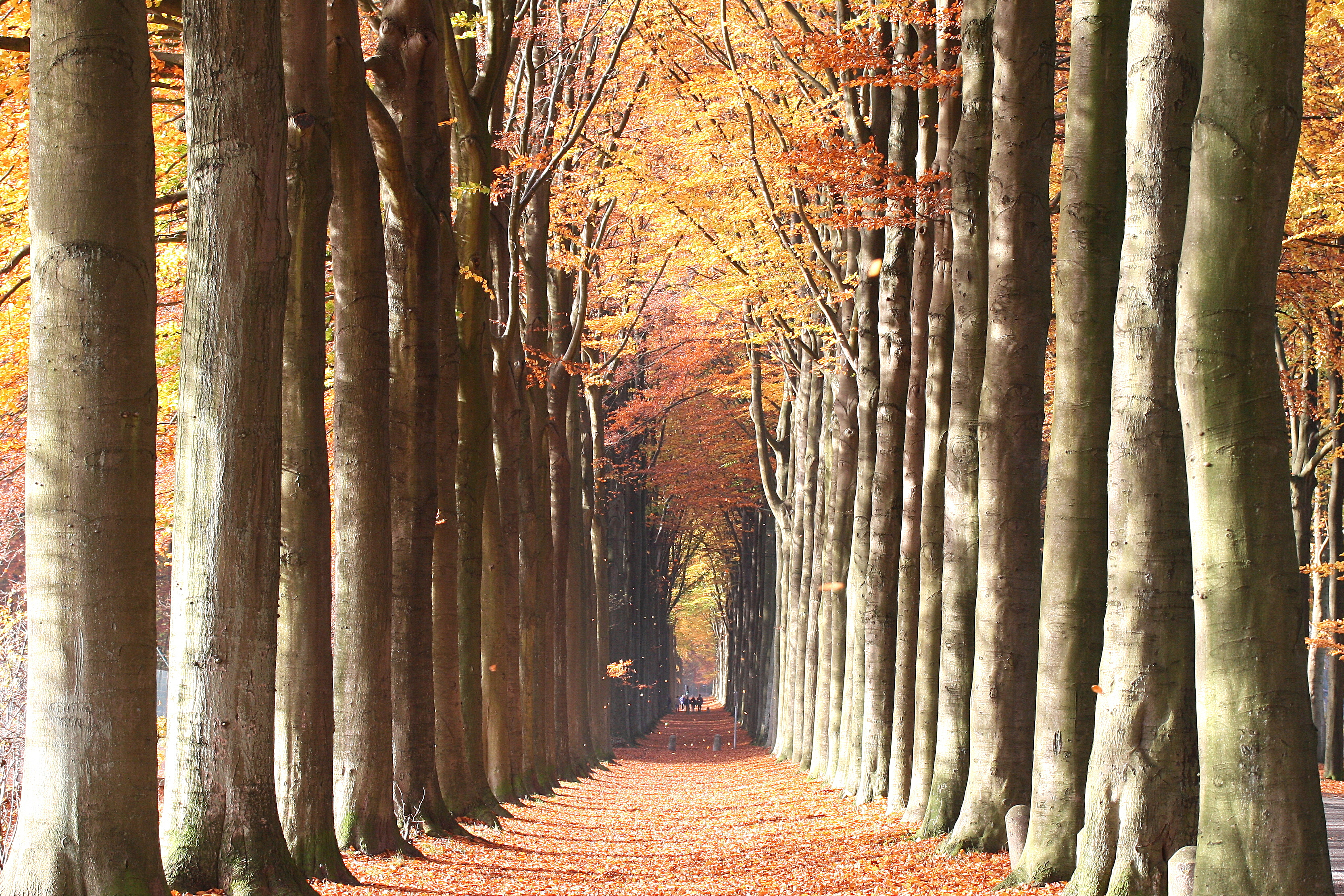
Букова алея в Морланвельзі (Бельгія)

До складу креозоту входять феноли, що зумовлюють його антисептичні й антипаразитарні властивості. У медицині креозот застосовують при лікуванні початкових стадій туберкульозу, при гнійних процесах у бронхах і легенях.
Зовнішньо ним лікують виразки шкіри і слизових оболонок. У ветеринарії креозотом лікують виразки шкіри і виганяють легеневі глисти.
Кора і листки бука містять дубильні речовини (5,4–5,9 %).

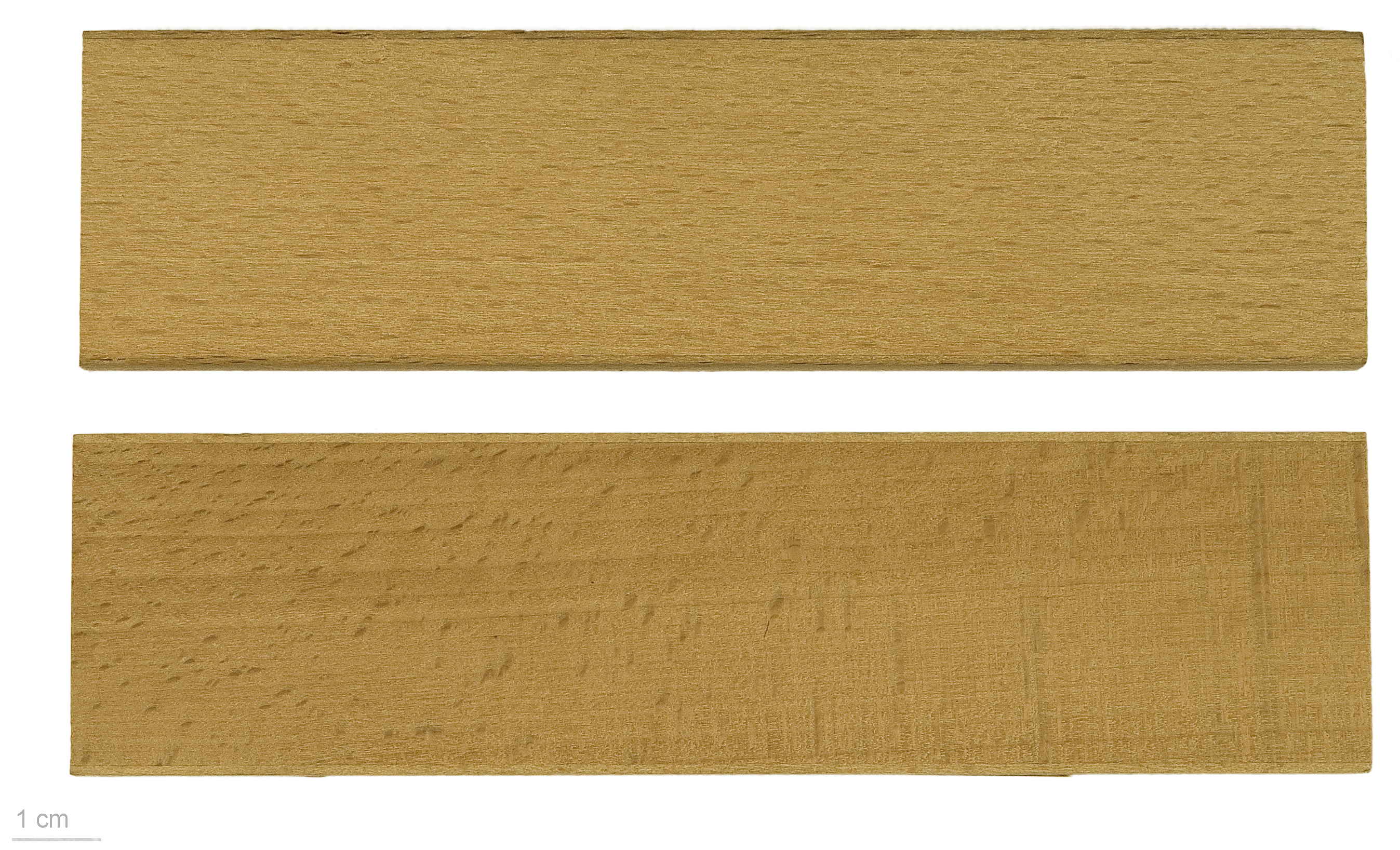
Fagus sylvatica — Тулузький музей

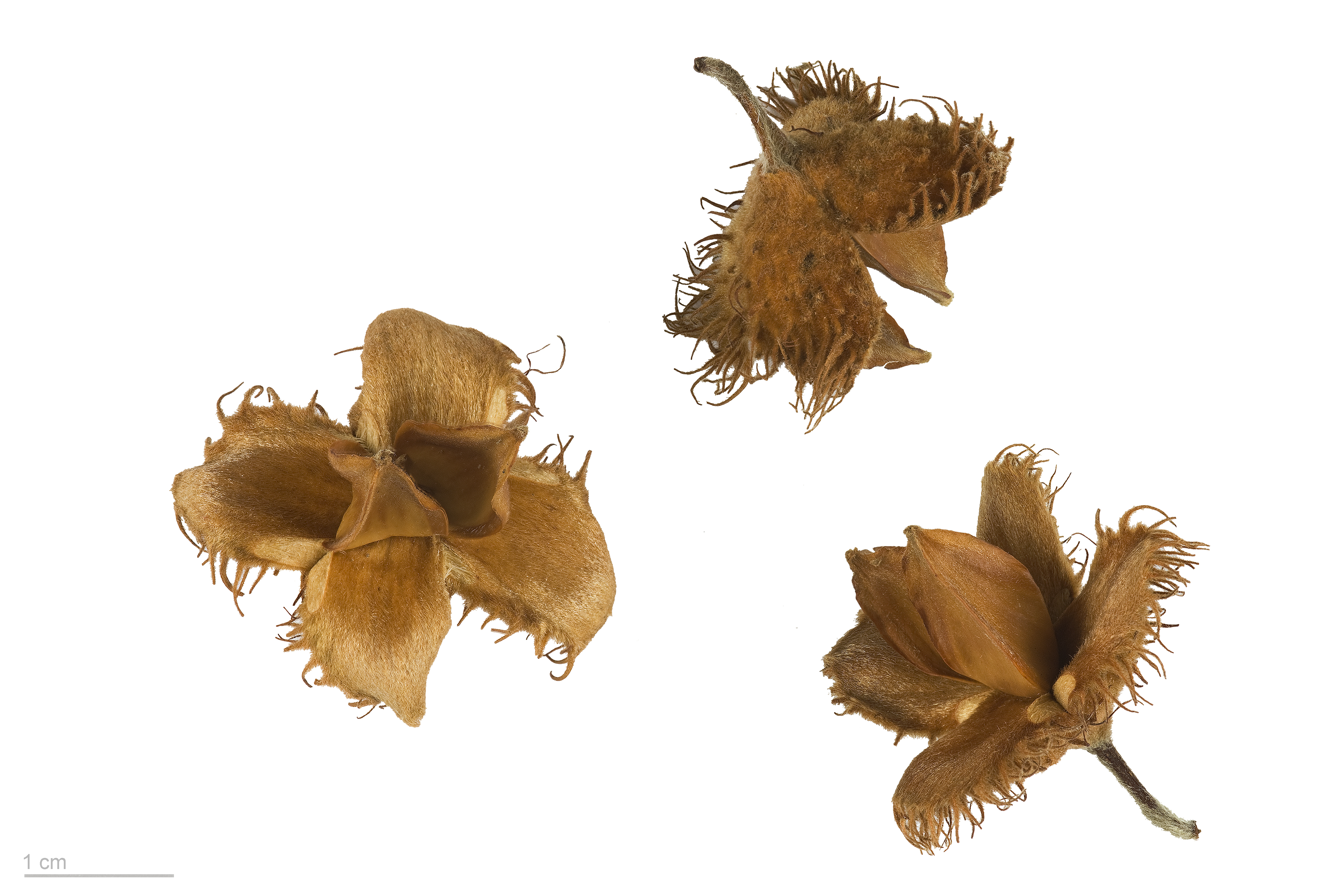
Fagus sylvatica — Тулузький музей

Як декоративна рослина бук дуже ціниться у парковому будівництві, особливо форми з пірамідальною та плакучою кронами, а також форми з червоними і строкатими листками. У Західній Європі він і його культурні форми широко використовуються в ландшафтному дизайні для поодиноких і невеликих групових насаджень, живоплотів. Він добре піддається стрижці. В Карпатах бук має ґрунтозахисне та протилавинне значення.

## Збирання, переробка та зберігання

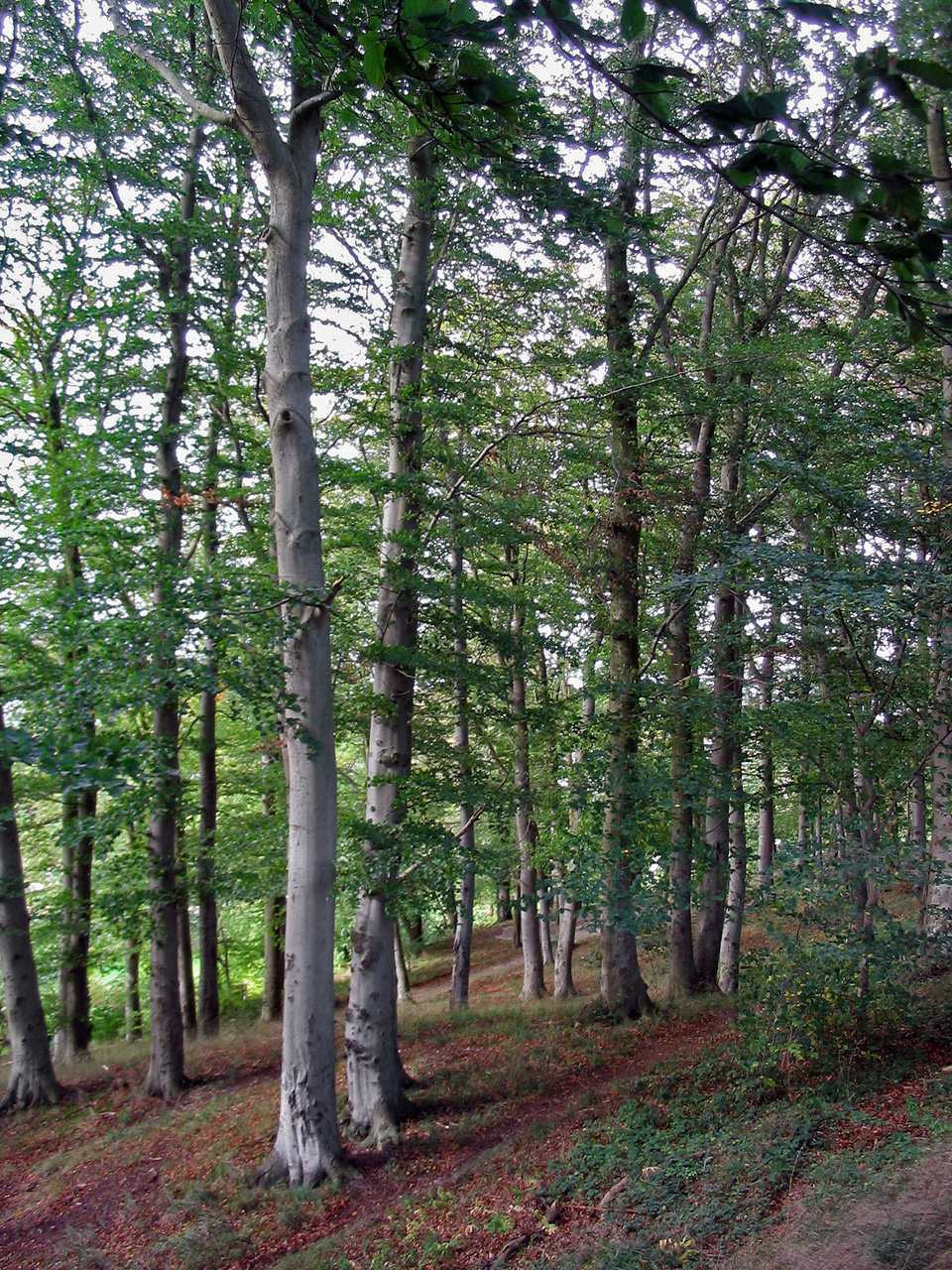
Буковий ліс

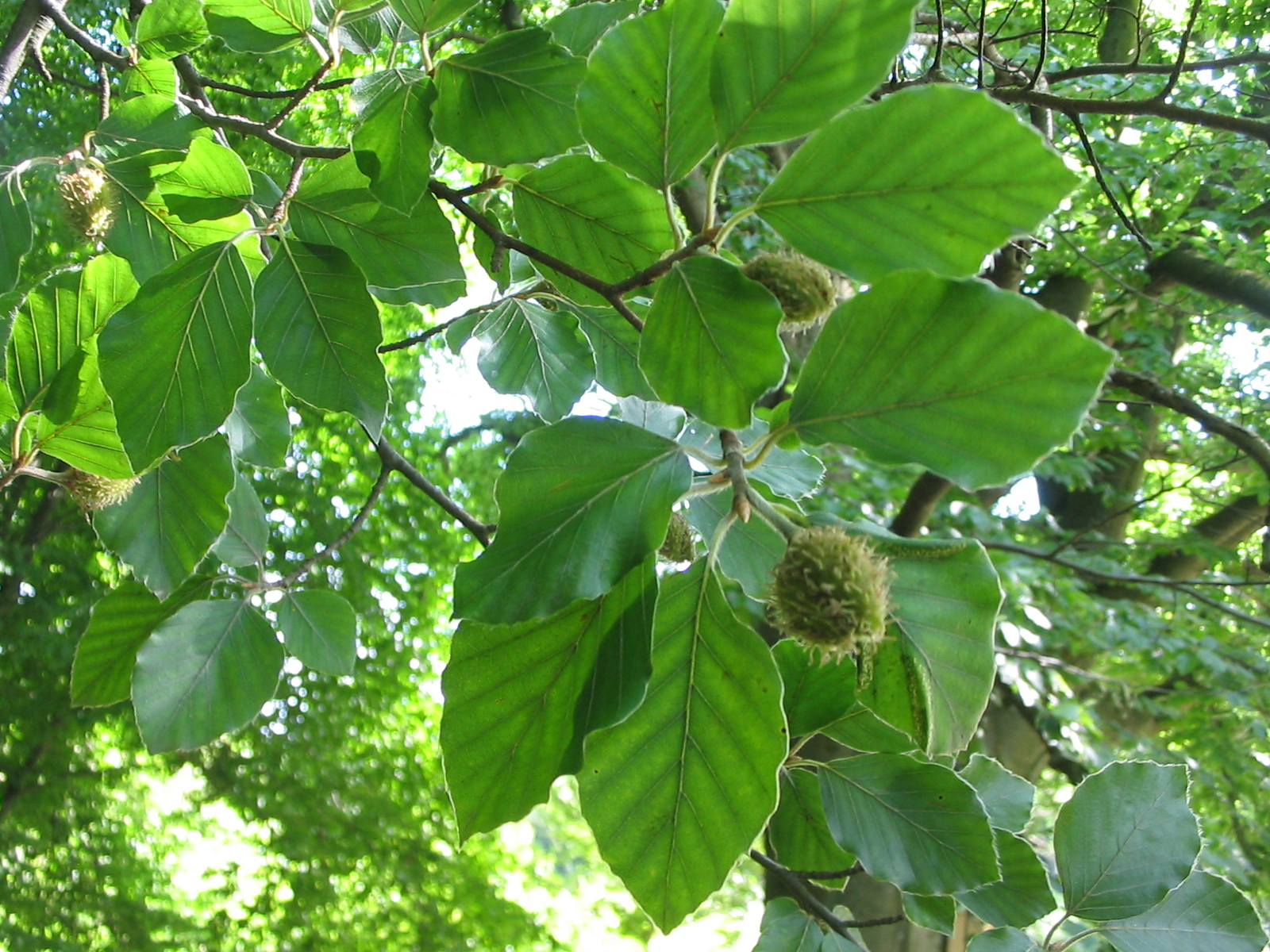
Гілочка бука лісового з плодами

Букові горішки збирають здебільшого вручну після обнасінення та опадання їх на землю, обмеженість механізованих засобів збирання дуже гальмує їх заготівлю.
У найурожайніші роки в чистих середньовікових деревостанах з 1 га букового насадження можна зібрати в середньому 200–300 кг горішків. Збирати їх починають у вересні і продовжують 1,5–2 місяці. Зібрані горішки пропускають через віялки і підсушують під наметами або у вогневих сушарках при температурі не вище 60 °С, тривалість сушіння 1–2 години.
Добре висушені горіхи зберігають у мішках по 25 кг при постійно зниженій температурі та вологості не вищій 60–65 %. Мішки кладуть не на підлогу, а на дошки та колодки.

## Шкідники
- Совка пірамідальна